# Jean-Paul Habyarimana
Jean-Paul Habyarimana (17 agosto 1982) è un ex calciatore ruandese, di ruolo centrocampista.

## Carriera
Con la Nazionale del suo paese ha preso parte alla Coppa d'Africa 2004.